# 努普斯科帕峰
72°43′S 0°16′E / 72.717°S 0.267°E
努普斯科帕峰（挪威語：Nupskåpa）是南極洲的山峰，位於東部南極洲的毛德皇后地，屬於斯維爾德魯普山脈的一部分，海拔高度2,450米，該山峰由挪威的製圖師根據測量和空中照片繪入地圖。